# Эриксон, Рудольф
Рудольф Эриксон (швед. Rudolf Ericson, 6 ноября 1872 — 20 августа 1937) — шведский конькобежец. Первый чемпион Европы в многоборье 1893 года в Берлине (Германия). На первом чемпионате мира по классическому многоборью 1893 года в Амстердаме (Нидерланды) занял в общем зачете второе место. Установил три рекорда мира.

## Рекорды мира
| дата                 | дистанция        | рекорд   | город     |
| -------------------- | ---------------- | -------- | --------- |
| 18 января 1893       | 10000 метров     | 19.42,60 | Стокгольм |
| 18 января 1893       | Сумма многоборья | 224,830  | Стокгольм |
| 12 — 13 февраля 1893 | Сумма многоборья | 222,617  | Стокгольм |

## Достижения
| турнир                            | дата                | город     | 500 м                  | 1500 м                     | 5000 м      | 10000 м     | место |
| --------------------------------- | ------------------- | --------- | ---------------------- | -------------------------- | ----------- | ----------- | ----- |
| 1-й чемпионат мира — многоборье   | 11 января 1893      | Амстердам | 52,2 (4 / Q), 52,2 (4) | 2.54,0 (4 / Q), 2.59,2 (3) | 10.36,8 (3) | 21.13,0 (2) | (2)   |
| 1-й чемпионат Европы — многоборье | 21 — 22 января 1893 | Берлин    | 55,8 (3 / Q), 54,0 (1) | 2.51,4 (2 / Q), 2.46,0 (1) | 9.51,6 (2)  | -           | 1     |